# Odd Oppedal
Odd Ove Oppedal (Bergen, 17 de junio de 1936-ibídem, 27 de mayo de 2018) fue un futbolista noruego que jugaba en la demarcación de centrocampista con el Brann desde 1953 hasta 1964. Jugó un total de 175 partidos entre liga y copa, marcando 20 goles. Fue el capitán del equipo que ganó la Liga noruega en 1962 y 1963.
Jugó un partido con la selección de fútbol de Noruega en 1962 contra Finlandia en un partido amistoso en su ciudad Bergen.